# Comuna Ternovo, Teceu
Ternovo (în ucraineană Терново) este o comună în raionul Teceu, regiunea Transcarpatia, Ucraina, formată din satele Petrușiv, Ternovo (reședința) și Vîșovatîi.

## Demografie
Componența lingvistică a comunei Ternovo
     Ucraineană (98,7%)
     Alte limbi (1,28%)
Conform recensământului din 2001, majoritatea populației comunei Ternovo era vorbitoare de ucraineană (98,7%), existând în minoritate și vorbitori de alte limbi.